# 教区教会

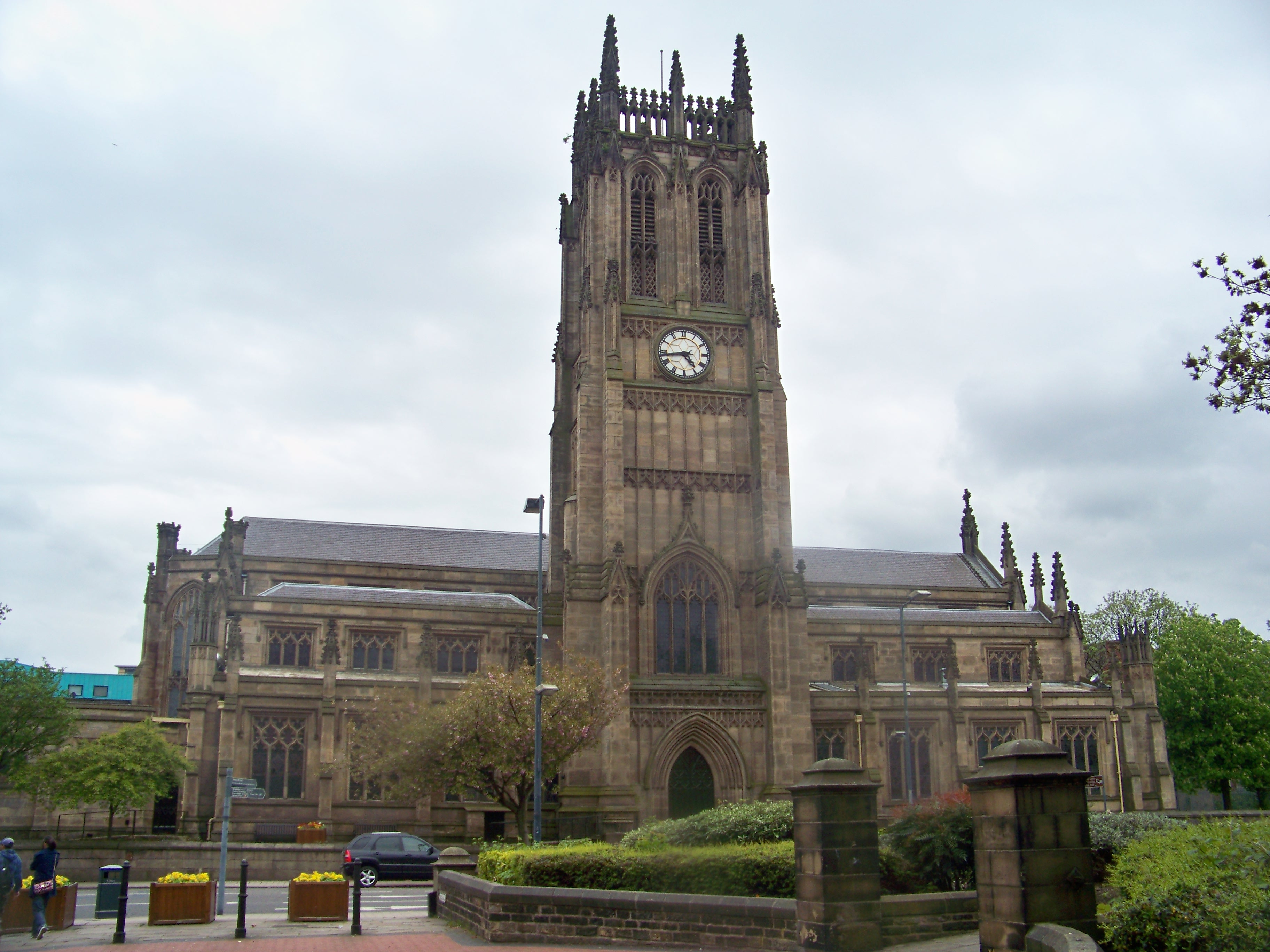
イングランド北部ウェスト・ヨークシャー州リーズのLeeds Parish Church。リーズには国教会の大聖堂はないので、教区教会が主教座聖堂 Ripon Cathedral に次ぐ、主教区第2の拠点として機能している。

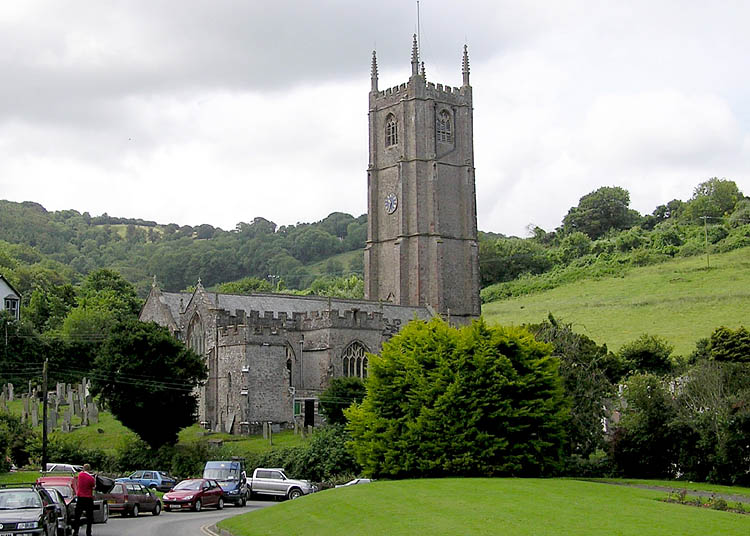
イングランド南西部デヴォン州クーム・マーティン(Combe Martin)の教区教会 St Peter ad Vincula。

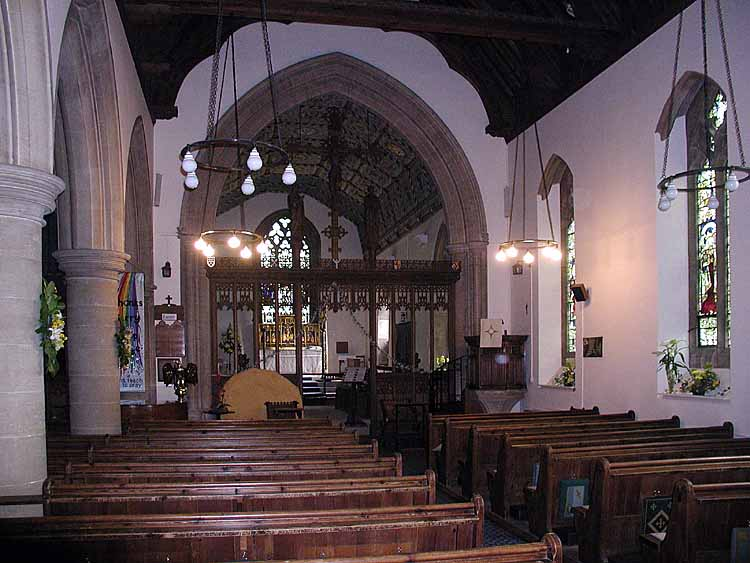
イングランド南西部グロスタシャー州ボートン＝オン＝ザ＝ウォーターの教区教会 St Lawrence の内部。

教区教会（英語: parish church, parochial church）は、監督制をとるキリスト教の諸教会において、教会行政の基本単位となる教区(parish)における宗教活動の拠点。
世界中の多くの地域、とりわけ農村的地域においては、教区教会は地域社会の諸活動に重要な役割を果たしており、その施設を非宗教的な地域の行事に開放することもよくある。
このような側面もあるため、教区教会の教会堂には、相当に多様な規模や様式のものが存在する。ヨーロッパの多くの農村では、中世にまで遡るような教会の建物も見られるが、教会の建物は、建築史上のあらゆる時代のものが現存している。
イングランドは、ほぼ全域がいずれかの教区に属しており、ほとんどの教区には聖別された国教会の教会堂が建てられている。教区内に教区教会がない場合には、主教は別の建物を礼拝の場として認め、それを教区センター(Parish Centre of Worship)と称することがある。教区センターは聖別されてはいないが献納されており、ほとんどの場合、法的には教区教会と同等のものと見なされる。世俗化が進んでいたり、改宗が盛んに起きているような地域では、教区センターはごく普通の礼拝の場所となっており、一方では大きな教会堂が維持費が捻出できずに売却される中で、コミュニティセンターや、地域内の他の宗派の教会の施設を使う礼拝もみられるようになっている。
当該宗派の大聖堂が、（広域を管轄する diocese =「主教区」「司教区」の意味での）教区にはあっても、地元にはない都市においては、教区教会が大聖堂に準じた教会行政上の機能をもつこともある。
小さな集落には教区教会しかないこともあるが、大きな町には教区教会が存在した上で、それとは別に教区教会としての位置づけを持たない小さな教会が各地区に存在することもある。このような状況で、教会に専任の牧師（教会担任教師）がいるのは教区教会だけという例もあり、その場合には、教区教会の牧師が教区内の小さな教会にも出向いて務めを果たす。
スコットランド国教会（国教となっている長老派教会）も教区教会の制度をとっており、スコットランドの全域はいずれかの教区に所属している。